# Nahunta
Nahunta is een plaats (city) in de Amerikaanse staat Georgia, en valt bestuurlijk gezien onder Brantley County.

## Demografie
Bij de volkstelling in 2000 werd het aantal inwoners vastgesteld op 930.
In 2006 is het aantal inwoners door het United States Census Bureau geschat op 1061, een stijging van 131 (14,1%).

## Geografie
Volgens het United States Census Bureau beslaat de plaats een oppervlakte van
7,7 km², geheel bestaande uit land. Nahunta ligt op ongeveer 19 m boven zeeniveau.

## Plaatsen in de nabije omgeving
De onderstaande figuur toont nabijgelegen plaatsen in een straal van 36 km rond Nahunta.